# Bách xù thường
Bách xù thường, Juniperus communis là một loài thực vật hạt trần trong họ Cupressaceae. Loài này được L. mô tả khoa học đầu tiên năm 1753.